# Марва, Джозеф
Джозеф Марва Кимонге (суахили Joseph Marwa Kimonge; род. 15 июля 1964, Мусома) — танзанийский боксёр, представитель средних и полусредних весовых категорий. Выступал за сборную Танзании по боксу в конце 1980-х — начале 1990-х годов, серебряный призёр Всеафриканских игр в Каире, участник двух летних Олимпийских игр. В 1994—2013 годах также боксировал на профессиональном уровне.

## Биография
Джозеф Марва родился 15 июля 1964 года в городе Мусома, Танзания.

### Любительская карьера
В 1988 году вошёл в основной состав танзанийской национальной сборной и благодаря череде удачных выступлений удостоился права защищать честь страны на летних Олимпийских играх в Сеуле — в первом же поединке категории до 67 кг встретился с титулованным американцем Кеннетом Гулдом и проиграл ему со счётом 1:4, прекратив тем самым борьбу за медали.
После сеульской Олимпиады остался в главной боксёрской команде Танзании и продолжил принимать участие в крупнейших международных турнирах. Так, в 1989 году выступил на международном турнире «Странджа» в Болгарии, где на стадии четвертьфиналов полусредней весовой категории был остановлен румыном Франчиском Ваштагом.
В 1990 году боксировал на Играх Содружества в Окленде, проиграв в 1/8 финала австралийцу Грэму Чейни.
Завоевал серебряную медаль на Всеафриканских играх 1991 года в Каире, в решающем финальном поединке первого среднего веса по очкам уступил египетскому боксёру Салему Кариму Каббари.
Прошёл отбор и на Олимпийские игры 1992 года в Барселоне — на сей раз в категории до 71 кг был побеждён представителем Латвии Игорем Шаплавским.

### Профессиональная карьера
Вскоре по окончании барселонской Олимпиады Марва покинул расположение танзанийской сборной и в декабре 1994 года успешно дебютировал на профессиональном ринге. Имел определённый успех на региональном уровне, владел несколькими второстепенными титулами, в частности титулом чемпиона Африканского боксёрского союза (ABU), титулом чемпиона Континентальной Африки по версии Международной боксёрской федерации (IBF), титулом временного чемпиона Паназиатской боксёрской ассоциации (PABA). Выходил на ринг против таких известных боксёров как Лоленга Мок, Кшиштоф Влодарчик, Пьетро Аурино, Давид Костецкий, Алексей Трофимов, Юрий Барашьян, Нури Сефери, Викапита Мероро, но всем им проиграл. В общей сложности провёл среди профессионалов 47 боёв, из них 24 выиграл (в том числе 7 досрочно), 21 проиграл, тогда как в двух случаях была зафиксирована ничья.
После завершения спортивной карьеры работал начальником охраны в отеле Kendra Rocks в Занзибаре.